# السرطان 55

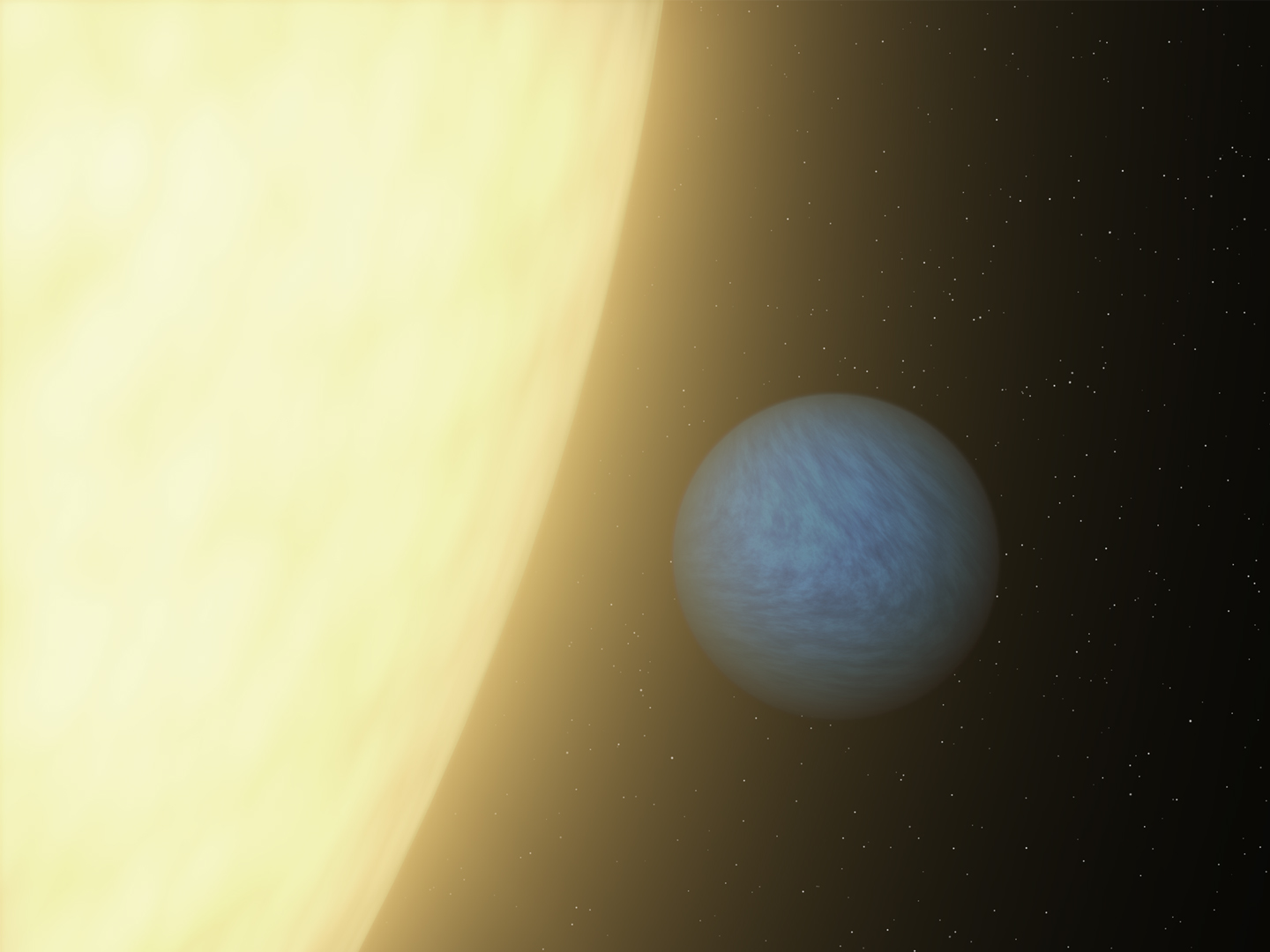
كانكري 55

السرطان 55 بالإنكليزية (كانكري 55 - 55 Cancri) هو نجم ثنائي شبيه بالشمس من نوع-ج يقع في كوكبة السرطان، على بعد 41 سنة ضوئية من الأرض.
اكتشف علماء الفلك كوكبا ضعف حجم كوكب الأرض يشكل الألماس المكون الرئيسي فيه ويدور حول نجم يمكن أن يرى بالعين المجردة. ويدور الكوكب الصخري الذي أطلق عليه اسم «السرطان 55» حول نجم يشبه الشمس على بعد 40 سنة ضوئية. ويلف الكوكب، الذي يقع في كوكبة السرطان، بسرعة كبيرة تجعل السنة فيه تنقضي خلال 18 ساعة فقط بحسابات كوكب الأرض.
ويتميز الكوكب أيضا بشدة حرارته إذ تصل درجة الحرارة على سطحه إلى 1648 درجة مئوية.
واكتشف فريق بحث أميركي فرنسي الكوكب الذي يبلغ قطره ضعف قطر الأرض وتصل كتلته إلى ثمانية أمثال كتلتها.
وقال نيكو مادهوسودهان الباحث في جامعة ييل الذي من المقرر أن تنشر نتائج بحثه في دورية (الفيزياء الفلكية) «سطح هذا الكوكب مغطى على الأرجح بالجرافيت والألماس لا الماء والجرانيت».
وقدرت الدراسة التي شارك فيها أوليفيه مواسيس الباحث في معهد الفيزياء الفلكية في تولوز بفرنسا أن ثلث كتلة الكوكب على الأقل - بما يقدر بنحو ثلاثة أمثال كتلة الأرض - قد يكون من الألماس.
واكتشفت من قبل كواكب كان الألماس العنصر الأساسي فيها لكن هذه هي المرة الأولى التي يكتشف فيها كوكب يدور حول نجم يشبه الشمس ويخضع فيها لدراسة تفصيلية بهذا الشكل.
وكان العلماء قد دونوا ملاحظاتهم حول تركيبة الكوكب بناء على قياسات كتلته التي سمحت لهم باستنتاج تركيبته الكيميائية. وكان اعتقادهم في السابق أن ذلك الكوكب ربما يكون به ماء، غير أنهم استنتجوا بعد ذلك أنه لا يحتوي على أي ماء على الإطلاق. وقال الباحث ديفيد سبيرجيل: “هذا الكوكب الغني بالماس الذي يفوق حجم الأرض يحتمل أن يكون مثالا واحدا فقط على مجموعات غنية من الاكتشافات تنتظرنا بينما نشرع في استكشاف الكواكب حول النجوم القريبة” 